# Live at Leeds
Live at Leeds är ett livealbum av den brittiska rockgruppen The Who, utgivet 1970. Det spelades under en spelning på University of Leeds den 14 februari 1970. Albumet var gruppens första livealbum och det enda som kom att ges ut då gruppen var som populärast.

## Låtlista

### Original-LPn
1. "Young Man Blues" (Mose Allison) - 4:45
2. "Substitute" (Pete Townshend) - 2:05
3. "Summertime Blues" (Jerry Capeheart/Eddie Cochran) - 3:22
4. "Shakin' All Over" (Johnny Kidd) - 4:15
5. "My Generation" (Pete Townshend) - 14:27
6. "Magic Bus" (Pete Townshend) - 7:30

### CD-utgåvan från 1995
1. "Heaven and Hell" (John Entwistle) - 4:50
2. "I Can't Explain" (Pete Townshend) - 2:58
3. "Fortune Teller" (Allen Toussaint/Benny Spellman) - 2:34
4. "Tattoo" (Pete Townshend) - 3:42
5. "Young Man Blues" (Mose Allison) - 5:51
6. "Substitute" (Pete Townshend) - 2:06
7. "Happy Jack" (Pete Townshend) - 2:13
8. "I'm a Boy" (Pete Townshend) - 4:41
9. "A Quick One, While He's Away" (Pete Townshend) - 8:41
10. "Amazing Journey/Sparks" (Pete Townshend) - 7:54
11. "Summertime Blues" (Jerry Capeheart/Eddie Cochran) - 3:22
12. "Shakin' All Over" (Frederick Heath) - 4:34
13. "My Generation" (Pete Townshend) - 15:46
14. "Magic Bus" (Pete Townshend) - 7:46